# Kučlín
Kučlín je malá vesnice, část obce Hrobčice v okrese Teplice. Nachází se asi 1,5 km na severovýchod od Hrobčic. Kučlín je také název katastrálního území o rozloze 1,25 km².

## Historie
Jihozápadně od vesnice se nachází návrší Horka obtékané potokem Syčivkou. Ostrožna byla osídlena v několika obdobích pravěku, a zejména v období neolitu byla nejspíše jádrem osídlení mikroregionu v povodí Syčivky. Z nejstarších období neolitu je doložená přítomnost kultury s lineární a vypíchanou keramikou, a snad i kultury lengyelské. Nejvýraznější osídlení je doloženo ve starším eneolitu, ze kterého pochází nálezy polozemnic, jam a krátkého úseku žlabu s kůly, který mohl být součástí palisádového opevnění ostrožny. Z hlediska archeologie je lokalita významná, protože uvedené nálezy pocházejí z doby přechodu lengyelské kultury a eneolitické kultury s nálevkovitými poháry. Ve středním eneolitu je na Horce doložená přítomnost řivnáčské kultury a v závěru eneolitu také kultury se šňůrovou keramikou. Z mladších období pochází menší množství nálezů, které naznačují, že výšinné sídliště zde existovalo i v době únětické a knovízské kultury, a snad i v pozdní době hradištní.
První písemná zmínka pochází z roku 1495.

## Přírodní poměry
Vesnice stojí v Českém středohoří. Severovýchodně od ní leží přírodní rezervace Trupelník.

## Obyvatelstvo
Při sčítání lidu v roce 1921 zde žilo 73 obyvatel (z toho 35 mužů), z nichž bylo pět Čechoslováků, 67 Němců a jeden cizinec. Až na jednoho evangelíka se hlásili k římskokatolické církvi. Podle sčítání lidu z roku 1930 měla vesnice 78 obyvatel: čtyři Čechoslováky a 74 Němců. Většina byla římskými katolíky, pouze jeden člověk byl bez vyznání a jeden další patřil k jiné nezjišťované církvi.
|           | 1869 | 1880 | 1890 | 1900 | 1910 | 1921 | 1930 | 1950 | 1961 | 1970 | 1980 | 1991 | 2001 | 2011 | 2021 |
| --------- | ---- | ---- | ---- | ---- | ---- | ---- | ---- | ---- | ---- | ---- | ---- | ---- | ---- | ---- | ---- |
| Obyvatelé | 63   | 73   | 82   | 84   | 76   | 73   | 78   | 64   | 67   | 57   | 36   | 25   | 26   | 25   | 39   |
| Domy      | 16   | 16   | 15   | 16   | 16   | 13   | 17   | 13   | 11   | 13   | 11   | 13   | 11   | 12   | 14   |

## Obecní správa
Při sčítání lidu v letech 1869–1950 Kučlín byl osadou obce Radovesice, se kterým patřil nejprve do okresu Teplice, ale v letech 1900–1930 v okrese Duchcov a v roce 1950 v okrese Bílina. Od roku 1963 je částí obce Hrobčice v okrese Teplice.